# Hatschekia siganicola
Hatschekia siganicola is een eenoogkreeftjessoort uit de familie van de Hatschekiidae. De wetenschappelijke naam van de soort is voor het eerst geldig gepubliceerd in 2011 door El-Rashidy & Boxshall.